# Roland Gumpert

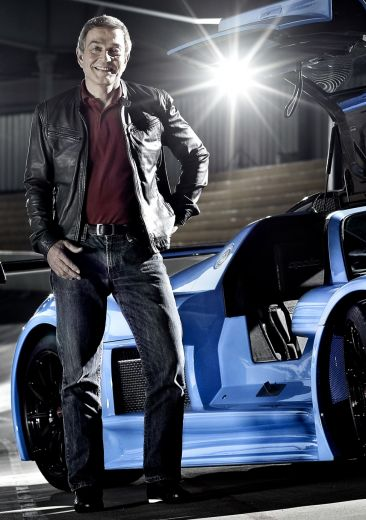
Roland Gumpert (2012)

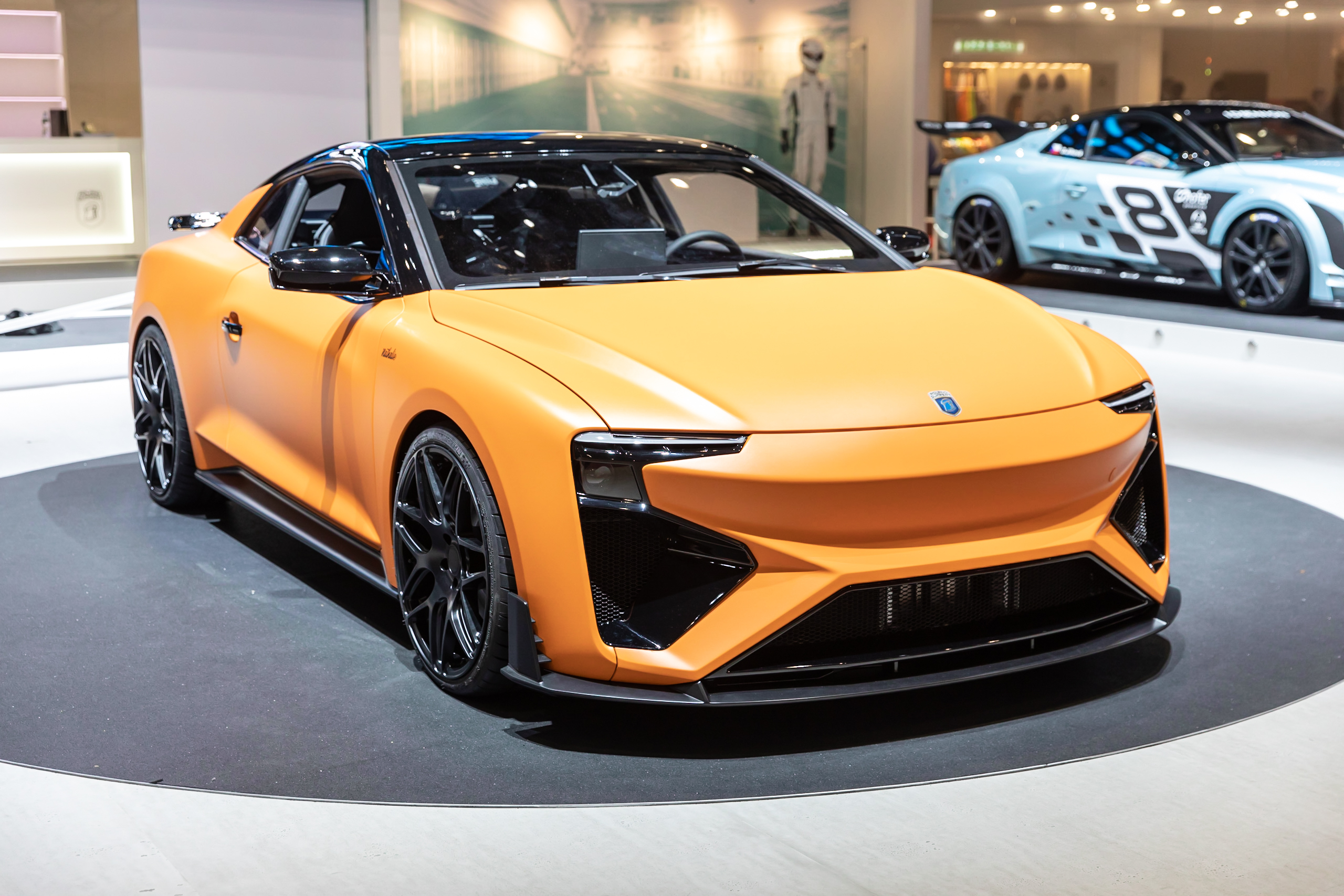
RG Nathalie auf dem Genfer Auto-Salon 2019

Roland Gumpert (* 10. Dezember 1944 in Ziegenhals) ist ein deutscher Ingenieur und Gründer der ehemaligen Gumpert Sportwagenmanufaktur in Altenburg. Aktuell ist Roland Gumpert Geschäftsführer des Sportwagenherstellers Gumpert Aiways Automobile aus Ingolstadt.

## Leben

### Ingenieur bei Audi
Gumpert studierte Maschinenbau an der Technischen Universität Graz. Nach seinem Abschluss als Diplomingenieur arbeitete er ab 1969 als Versuchsingenieur in der Fahrzeugentwicklung der Audi AG in Ingolstadt. Danach war er ab 1972 als Erprobungsleiter und Typbegleiter für den Audi 50 tätig. 1974 wurde Gumpert Abteilungsleiter Vorentwicklung und Versuch. Zwischen 1975 und 1977 entwickelte er für Audi ein Motorrad, die Z02, die vom zuständigen VW-Leiter abgelehnt wurde. Auch der zuschaltbare Vierrad-Antrieb des VW Iltis war eines seiner Projekte in dieser Zeit. 1977 wechselte Gumpert in die Abteilung Versuch Fahrwerk und Aggregate, schließlich wurde er ab 1981 bei Audi Sport Leiter für Sport und Sonderentwicklung. Unter seiner Führung als Rennleiter gewann Audi 23 Rallye-WM-Läufe und 4 Rallye-Weltmeistertitel (je zwei Marken- und Fahrertitel). Zeitweise war er Beifahrer des Rallye-Weltmeisters Hannu Mikkola.
Ab 1986 war Gumpert Bereichsleiter für die Technische Entwicklung Übersee und ab 1992 für den Vertrieb und Marketing Region Asien/Pazifik verantwortlich. Er wurde 1999 in den Vertriebs- und Marketingvorstand „VW-Audi Joint Venture China“ beordert.

### Geschäftsführer der Gumpert Sportwagenmanufaktur
Zusammen mit Roland Mayer, dem Eigentümer von MTM, entwickelte Roland Gumpert den Supersportwagen Gumpert Apollo. Mit der Gründung der GMG Sportwagenmanufaktur Altenburg im Jahr 2004 verließ Roland Gumpert die Audi AG im selben Jahr. Ein Jahr später wurde die Manufaktur, deren Geschäftsführer er wurde, in Gumpert Sportwagenmanufaktur umbenannt. Nach der Insolvenz und dem Verkauf der Sportwagenmanufaktur im Jahr 2014 verließ Gumpert diese.

### Gumpert Aiways und Roland Gumpert
Nach einer mehrjährigen Schaffenspause kehrte Roland Gumpert 2017 als CEO der Gumpert Aiways Automobile GmbH in Ingolstadt zurück. Mutterunternehmen ist der 2017 in Shanghai gegründete Elektroauto-Hersteller Aiways Automobiles Company Ltd.
Als Entwickler des Methanol-Elektro-Sportwagens RG Nathalie rechnet er sich seitdem zu den Pionieren der Methanol-Brennstoffzellen-Technik in der Automobilindustrie. Hierüber wurde so zum Beispiel in der Sendung Kontrovers des Bayerischen Rundfunks und der ARD-Tagesschau berichtet.
2021 trennten sich Gumpert und Aiways. Nachfolgeunternehmen ist seitdem die Gumpert Automobile GmbH.

### Autobiografie und Spielfilm
Im Juli 2022 wurde Gumperts Autobiografie „Ohne Limit. Vom Rallyeweltmeister zum Umweltvisionär“ im Mitteldeutschen Verlag veröffentlicht.
Im 2024 veröffentlichten Spielfilm Race for Glory: Audi vs. Lancia wird Gumpert von Daniel Brühl gespielt.